# Geavdnjajávri
Geavdnjajávri er en sø i Bardu kommune i Troms og Finnmark fylke i Norge, beliggende lige syd for Altevatnet, nær grænsen til Sverige. Søen har afløb til elven Gulmmaeeatnu, som løber til søen Leinavatn, og videre til Altevatnet. Altevatnet afvandes af Barduelva der løber til Målselva .
Søen ligger i Rohkunborri nationalpark,der blev etableret i 2011.

## Eksterne kilder og henvisninger
1. ↑   om Geavdnjajávri på Store Norske Leksikon